# Ballhaus (Berlin)

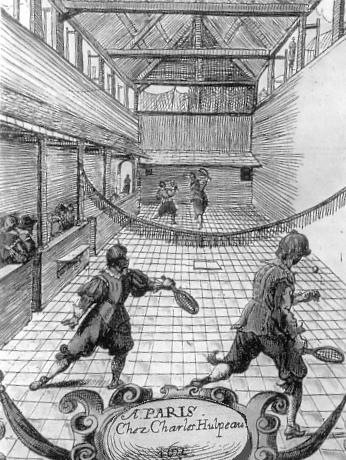
Wie in diesem Pariser Ballhaus kann man sich auch das Innere des Berliner Ballhauses vorstellen, 1612

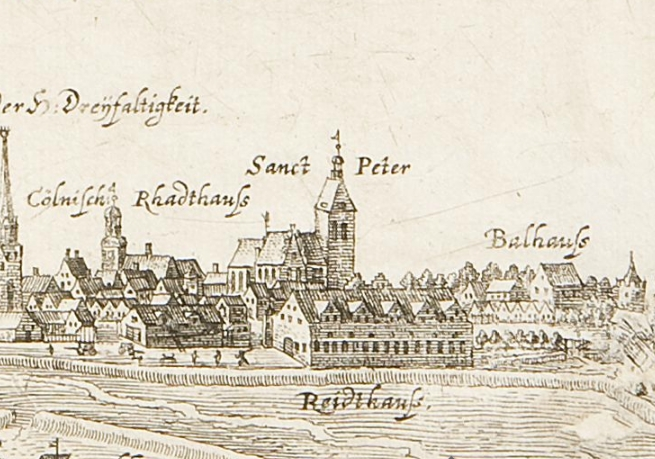
Das erste Berliner Ballhaus bestand bereits während des Dreißigjährigen Krieges.
Ausschnitt aus dem Reiterbild des Kurfürsten Georg Wilhelm von Albrecht Christian Kalle, 1635.

Das Ballhaus in Berlin war ein zur Barockzeit bestehendes und für Ballspiele vorgesehenes großes Gebäude. Ein erstes Ballhaus bestand bereits während des Dreißigjährigen Krieges außerhalb der Stadtmauern. Der am kurfürstlichen (später königlichen) Lustgarten zu Berlin 1659–1661 errichtete Nachfolgebau wurde 1715 abgerissen.

## Die Mode der Ballspiele
Ballhaus (auch: Ballspielhaus) war im Deutsch der Barockzeit die Bezeichnung für ein Gebäude, in dem das „Jeu de Paume“, ein Vorläufer des Tennisspiels, ausgeübt wurde. Das Spiel ist bereits aus dem Mittelalter bekannt, wo es z. B. in Kreuzgängen gespielt wurde. Eigens für das Spiel eingerichtete Ballhäuser bestanden später vor allem an fürstlichen Höfen. Außer in Berlin gab es zur Barockzeit in dieser Art genutzte Ballhäuser auch in Wien, München, Passau, Düren, Frankfurt (Oder) und an anderen Orten.
Die Ballhäuser waren gewöhnlich sechsmal so lang wie breit. Die Mauern, auf denen ohne weiteren Zwischenboden der Dachstuhl aufgesetzt war, maßen etwa neun Meter. Die Inneneinrichtung war einfach und zweckmäßig. Rings an den Mauern liefen Galerien entlang als Auffangvorrichtung für die Bälle. An ihrer Oberseite ließen einige mit Netzen verhängte Öffnungen Oberlicht herein. Es wird aber auch von verdeckten Galerien berichtet, die, an einer der Längsseiten sich hinziehend, etwa mannshoch eine schräge Bedachung aufwiesen und an einer der Querwände als offene Galerie endeten. Genau wie beim Tennisspiel teilte ein gespanntes Netz den Innenraum quer in zwei Hälften, deren jede der Länge nach durch weiße Striche bezeichnet in vier Flächen gegliedert war. Alle Felder hatten ihre besonderen Bezeichnungen und wiesen den spielenden Parteien ihren Standort an.

## Das Ballhaus auf dem Friedrichswerder

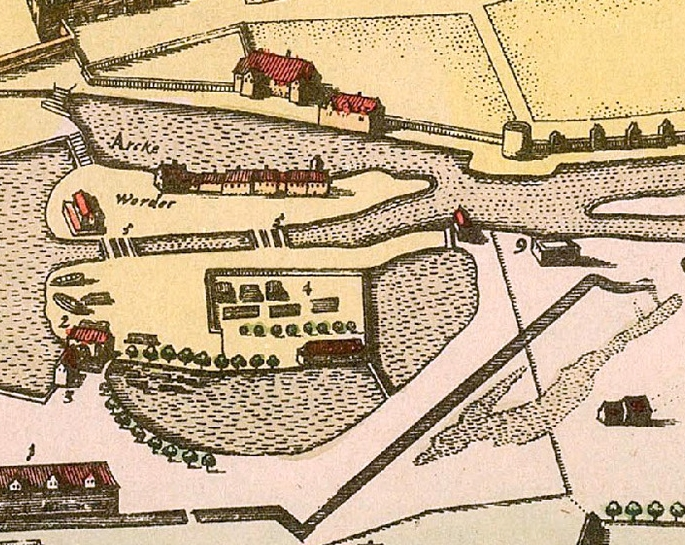
Das erste Berliner Ballhaus (Nr. 9) lag westlich vor den Toren der Stadt im Gebiet des späteren Friedrichswerder.
Ausschnitt aus der Berlin-Karte von Johann Gregor Memhardt von 1652.

In Berlin gab es bereits zur Zeit des Dreißigjährigen Krieges ein erstes Ballhaus. Dieses relativ kleine längliche Ballhaus mit einem Spitzdach ist auf der Berliner Stadtansicht von Albrecht Christian Kalle von 1635 zu sehen. Es lag unmittelbar außerhalb der Stadtmauern westlich der alten Doppelstadt Berlin-Kölln am Spreegraben in dem später als Friedrichswerder bezeichneten Gebiet.
Durch die von 1656 an durchgeführte Befestigung von Berlin kam das Ballhaus unmittelbar an die Innenseite der neuen Festungsanlage zu liegen. Kurfürst Friedrich Wilhelm (der „Große Kurfürst“) entschied sich dafür, das Gebäude zu verkaufen und im Lustgarten in bequemer Nähe des Schlosses ein neues Ballhaus einzurichten.
Der Platz des alten Ballhauses wurde vom Kurfürsten an den Apotheker Fahrenholtz verkauft. 1660 wurde das alte Ballhausgebäude auf dem Friedrichswerder abgerissen. Der Apotheker errichtete auf den Fundamenten des alten Ballhauses eine Apotheke. Die unter dem alten Bauhaus befindlichen Kellergewölbe blieben dabei erhalten und wurden weiter für die Zwecke der Apotheke genutzt. Später befand sich an dieser Stelle die Einhorn-Apotheke in der Berliner Kurstraße.

## Das Ballhaus am Lustgarten

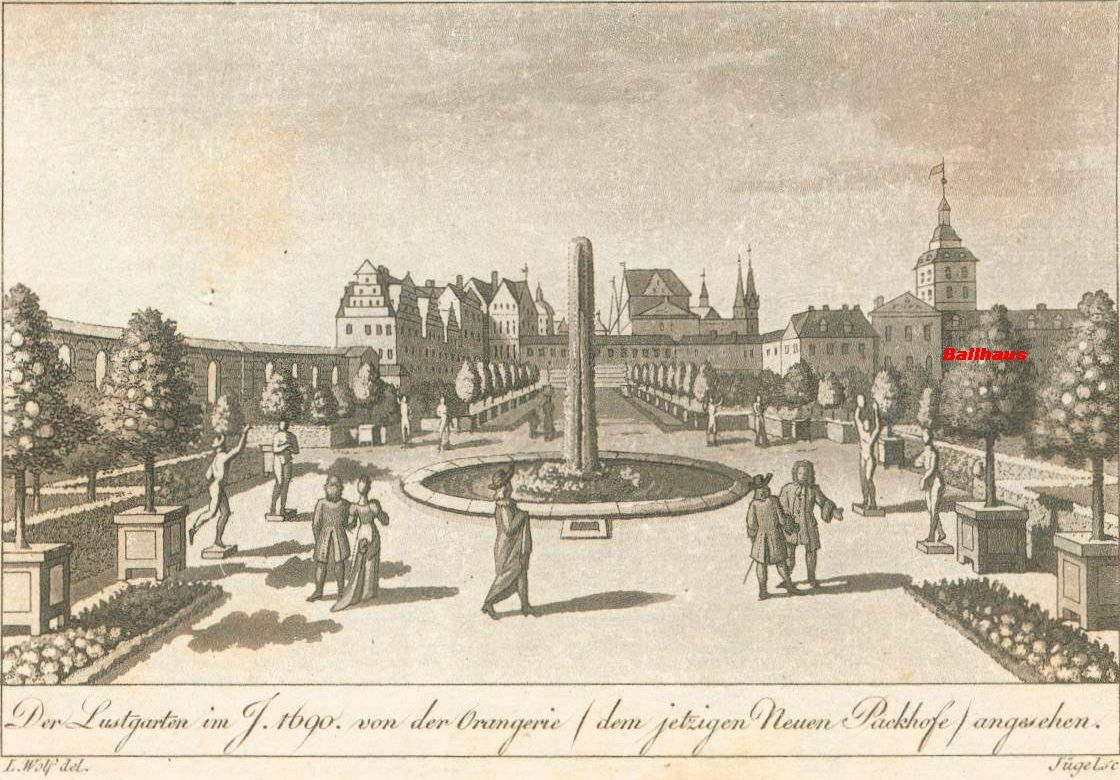
Das neue Ballhaus lag direkt am kurfürstlichen Lustgarten in Berlin-Kölln.
Grafik von Wolf/Jügel (1820) nach einer Zeichnung von Johann Stridbeck d. J.: von 1690.

Das Gebäude des neuen Ballhauses ließ der Kurfürst von seinem Hofarchitekten Johann Gregor Memhardt von 1659 bis 1661 direkt am Lustgarten nach dem Muster des Ballhauses in Düren errichten. Dieses zweite Berliner Ballhaus ist auf der Ansicht des Lustgartens des Malers und Zeichners Johann Stridbeck d. J. von 1690 zu sehen.
Einige Angaben über das Berliner Ballhaus können der Reisebeschreibung eines zeitgenössischen Globetrotters, Christoph Pitzler, entnommen werden. Danach besaß das Ballhaus eine Länge von 72 Fuß (entspricht 22,60 m) und eine Breite von 31 Fuß (entspricht 9,27 m). Der Berlin-Forscher und Historiker Albert Geyer beschreibt das Berliner Ballhaus wie folgt:

„Es war ein schlichtes, rechtwinkliges, langgestrecktes Haus mit hochgestellten, großen Saalfenstern und hohem Satteldach, das auf jeder Langseite durch vier Dachgiebel belebt war. Die untere Fensterreihe des Erdgeschosses läßt auf schmale Gänge längs des Ballspielplatzes schließen, auf denen sich wohl offene Galeriegänge in Höhe der großen Oberfenster befunden haben müssen. Außer einem Vorraum in einem niedrigen Anbau zwischen dem Altangebäude und dem Ballhause, wo sich die Spieler erholen und Erfrischungen genießen konnten, waren auch Wohnungen in dem Hause vorhanden, wie aus der Anzahl, Stellung und Größe der Fenster nach der Giebelseite bei den Eingängen zum Lustgarten hervorzugehen scheint, besonders aber eine Verfügung des Großen Kurfürsten beweist, nach der für den Leibschuster der Kurfürstin Alexander Guaillard eine Wohnung im Ballhaus einzurichten war.“

Auch der am Ballhaus tätige „Ballmeister“ soll dort gewohnt haben.

## Ballmeister
Als Ballmeister war zur Zeit des Großen Kurfürsten Johann Adam Triebeler im Berliner Ballhaus für einen ordnungsgemäßen Betrieb der Anlage verantwortlich. Wahrscheinlich arbeitete er auch als Trainer und Schiedsrichter. Bei den hitzig ausgeführten Partien kam er oft in Schwierigkeiten durch erregte Verlierer, sodass er durch strenge Verordnungen des Kurfürsten gegen Beleidigungen und Bedrohungen geschützt werden musste. Sein Nachfolger wurde nach seinem Tode 1688 der gebürtige Basler und Reformierte Isaac Bion.

## Abriss des Ballhauses durch König Friedrich WilhelmI.
Das Ballhaus am Lustgarten hat keine lange Lebensdauer gehabt. Bereits unter König Friedrich I. wurde es durch den Umbau des Münzturms unter dem Architekten Andreas Schlüter in seinem Bestand gefährdet. Beim Abbruch des Münzturms 1706 und beim Bau des neuen Schlosses musste es verkürzt werden, sodass es seinem ursprünglichen Zweck nicht mehr dienen konnte. Der Enkel des Großen Kurfürsten, Friedrich Wilhelm I., der „Soldatenkönig“, der den Lustgarten in einen Exerzierplatz für das preußische Militär umwandelte, hatte keine Verwendung mehr für das Gebäude und ließ das Ballhaus deshalb (um 1715) abreißen, um mehr Platz für die militärischen Paraden im Lustgarten zu erhalten.